# 5 ритмов
«5 ритмов» — это практика медитации в движении и танце, созданная Габриеллой Рот (Gabrielle Roth) в 60-е гг. XX в. и с тех пор превратившаяся в одну из популярных и уважаемых техник работы с телом в США и Европе.

## Общая информация
Занятия «5 ритмов» нацелены на то, чтобы привести в движение тело и таким образом успокоить ум. Последователи практики полагают, что концентрация внимания на том, что происходит с телом и дыханием — это быстрый путь к медитативному состоянию, в котором становится очевидной истинная суть человека и его отношений.
Практика «5 ритмов» впитала в себя элементы многих мировых традиций, прежде всего шаманизма, мистики и восточной философии. На «5 ритмов» также оказали влияние гештальттерапия, Движение за человеческий потенциал и трансперсональная психология.
Габриелла Рот не считает свою практику формой танцевально-двигательной терапии. Вместе с тем, последователи «5 ритмов» часто описывают трансформационное действие и глубокий терапевтический эффект занятий. Многие специалисты в области танцевально-двигательной терапии проходят курс сертификации преподавателей «5 ритмов», чтобы дополнить и углубить свою терапевтическую практику.
Практика напрямую не связана с каким-либо религиозным течением. Вместе с тем, название одной из книг Габриеллы Рот — «Молитва по́том» (Sweat Your Prayers) — часто используется для описания того, что происходит на занятиях «5 ритмов». Рот безусловно считает свою практику духовной: двигая тело, отпуская сердце и освобождая ум, танцоры находят единство со своей душой — источником вдохновения и неограниченных возможностей человека. Не случайно подзаголовок книги звучит так: «Движение как духовная практика».

## Волна
В основе практики лежит идея о том, что все есть энергия, которая движется волнами и ритмами. Пять ритмов следуют друг за другом в определенной последовательности:
1. поток
2. стаккато
3. хаос
4. лиричность
5. покой

Танец, включающий в себя все пять ритмов, составляет «волну». Многие последователи «5 ритмов» танцуют по крайней мере одну волну каждую неделю на протяжении многих лет. Именно волна является центральным элементом практики.
Типичная волна длится от 45 до 90 минут. При этом на каждый ритм приходится 10-20 минут. В ходе занятия танец развивается главным образом спонтанно, без конкретных инструкций или разучивания определенных движений. Преподаватель регулирует темп с помощью музыки, которая звучит в записи или вживую. Пример преподавателя и других участников является основным методом обучения.
На занятии можно стать свидетелем и испытать на себе элементы поражающих разнообразием практик и школ движения: народный танец, балет, поп, латина, аэробика, йога, тай-чи, рейки, медитация, шаманские пляски.

## Углубленные занятия
Последователи «5 ритмов» также проходят углубленные семинары, которые обычно длятся от одного до десяти дней. На этих занятиях каждый из пяти ритмов подвергается более подробному и целенаправленному изучению. При этом акцентируется связь ритмов с различными составляющими человека: телом, эмоциями, умом и душой.
Практика имеет несколько ступеней:
- «Волна» является фундаментом — на этом уровне учатся в буквальном смысле «воплощать», то есть выражать в теле (во плоти), каждый из пяти ритмов.

- «Биение сердца» является второй ступенью, на которой уделяют особое внимание тому, как на физическом уровне проявляются человеческие эмоции: страх, гнев, печаль, радость и сопереживание.

- Семинары уровня «Циклы» посвящены тому, как социальное окружение и отношения человека оказывают на него влияние на разных стадиях жизненного цикла: рождения, детства, полового созревания, зрелости и смерти.

- Умению видеть себя и других, а также отделять свои истинные интересы от позывов эго обучают на ступени «Зеркала».

## Преподаватели
«5 ритмов» являются зарегистрированным торговым знаком, которым владеет Габриелла Рот. Для ведения занятий практикой существует система сертификации и профессионального развития преподавателей.
В настоящее время сертификацию «5 ритмов» имеют около 400 преподавателей, большинство из которых базируются в Европе и Северной Америке. Сертифицированные специалисты с активной практикой являются членами Ассоциации преподавателей «5 Ритмов». Деятельность членов Ассоциации регулируется Кодексом этики и требованиями к поддержанию профессиональной квалификации. Все члены Ассоциации перечислены на веб-сайте Габриеллы Рот.

## «5 Ритмов» и Россия
С 90-х гг. XX в. Габриелла Рот сотрудничала с российским музыкантом Борисом Гребенщиковым. Вместе они записали два альбома: «Прибежище» (англ. Refuge) (1998) и «Переправа» (англ. Bardo) (2002).
Регулярные уроки  «5 ритмов» в России не проводятся. Преподаватели 5 ритмов из Франции,  Швеции, Нидерландов и других стран периодически привозят мастер-классы 5 ритмов в Москву и Санкт-Петербург.